# ジョージ・ヘンシェル

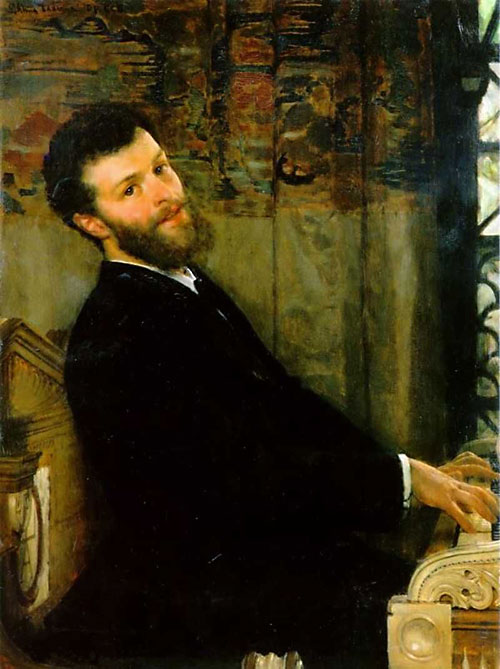
ジョージ・ヘンシェル（ローレンス・アルマ＝タデマ画、1879年）

サー・ジョージ・ヘンシェル（Sir George Henschel、1850年2月18日 - 1934年9月10日）は、イギリスの指揮者、歌手、作曲家、ピアニスト。

## 略歴
ブレスラウに生まれる。12歳のとき、ベルリンでピアニストとしてデビューし、長じてバリトン歌手、作曲家、指揮者として活動する。ロンドンで交響楽コンサートを主宰し、ニューヨーク音楽芸術研究所（現ジュリアード音楽院）の教授を務め、ボストン交響楽団の初代音楽監督、スコティッシュ管弦楽団（現ロイヤル・スコティッシュ管弦楽団）の指揮者を歴任するなど多方面で活躍した。1914年にはイギリスにおいて多年の功績に対しナイトを授与された。スコットランドのアビーモアにて没した。ヨハネス・ブラームスの親しい友人でもあった。